# Cyperus dipsaceus
Cyperus dipsaceus là loài thực vật có hoa trong họ Cói. Loài này được Liebm. mô tả khoa học đầu tiên năm 1850.